# QSO B1359+154
QSO B1359+154は、うしかい座の方向にあるクエーサーである。
QSO B1359+154は、赤方偏移の値が約1の3つの銀河による重力レンズ効果で、像が6つに分裂している。これは初めて見つかった六重像クエーサーであり、最も像の数が多いクエーサーである。像にはそれぞれAからFの名前がつけられている。